# Bunuri mobile din domeniul arheologie clasate în patrimoniul cultural național al României aflate în județul Iași (tezaur)
Acestă listă conține bunurile mobile din domeniul arheologie clasate în Patrimoniul cultural național al României aflate la momentul clasării în județul Iași.